# روبرتا ميراندا
روبرتا ميراندا (بالبرتغالية: Roberta Miranda‏) هي مغنية برازيلية، ولدت في 28 سبتمبر 1956 في جواو بيسوا في البرازيل.

## وصلات خارجية
- الموقع الرسمي
- روبرتا ميراندا على موقع IMDb (الإنجليزية)
- روبرتا ميراندا على موقع ميوزك برينز (الإنجليزية)
- روبرتا ميراندا على موقع ديسكوغز (الإنجليزية)